# Taça Europeia Feminina de Hóquei em Patins de 2021–22
A Taça Europeia Feminina de Hóquei em Patins 2021–22 foi a 16ª edição da Taça Europeia Feminina de Hóquei em Patins organizada pelo WSE.
O HC Palau Plegamans venceu o Club Patín Gijón na final por 2-1.

## Equipas Inscritas 2021–22
| Espanha                                                                              | Portugal                      | França                          | Itália       |
| ------------------------------------------------------------------------------------ | ----------------------------- | ------------------------------- | ------------ |
| - HC Palau Plegamans - CP Voltregà - Telecable Gijon HC - CP Manlleu - Cerdanyola CH | - SL Benfica - AD Sanjoanense | - US Coutra - CS Noisy Le Grand | - ASD Matera |

## Formato
Com 10 inscritos, o formato foi alterado para uma fase de grupos com 2 grupos de 5 equipas cada, disputados a uma só volta, com as duas equipas mais bem classificadas de cada grupo a apurarem-se para a final-four.

### Grupo A
| Pos | Equipe     | Pts | J | V | E | D | GP | GC | SG  | Classificado     |      | GIJ  | BEN | VOL | COU | NOI  |
| --- | ---------- | --- | - | - | - | - | -- | -- | --- | ---------------- | ---- | ---- | --- | --- | --- | ---- |
| 1   | CP Gijón   | 12  | 4 | 4 | 0 | 0 | 31 | 5  | +26 | Quartos de final |      | —    | 3–1 | 8–2 | —   | —    |
| 2   | Benfica    | 9   | 4 | 3 | 0 | 1 | 30 | 7  | +23 | Quartos de final |      | —    | —   | 6–1 | —   | 13–2 |
| 3   | Voltregà   | 6   | 4 | 2 | 0 | 2 | 15 | 14 | +1  |                  |      | —    | —   | —   | 6–0 | 6–0  |
| 4   | US Coutras | 3   | 4 | 1 | 0 | 3 | 6  | 31 | −25 |                  | 0–11 | 1–10 | —   | —   | —   |      |
| 5   | CS Noisy   | 0   | 4 | 0 | 0 | 4 | 8  | 33 | −25 |                  | 2–9  | —    | —   | 4–5 | —   |      |

### Grupo B
| Pos | Equipe            | Pts | J | V | E | D | GP | GC | SG  | Classificado     |     | PAL | CER | MAN | SAN  | MAT |
| --- | ----------------- | --- | - | - | - | - | -- | -- | --- | ---------------- | --- | --- | --- | --- | ---- | --- |
| 1   | Palau i Plegamans | 12  | 4 | 4 | 0 | 0 | 15 | 2  | +13 | Quartos de final |     | —   | —   | 2–0 | —    | 4–1 |
| 2   | Cerdanyola        | 9   | 4 | 3 | 0 | 1 | 20 | 7  | +13 | Quartos de final |     | 1–5 | —   | —   | 9–1  | —   |
| 3   | CP Manlleu        | 6   | 4 | 2 | 0 | 2 | 18 | 4  | +14 |                  |     | —   | 0–2 | —   | 10–0 | —   |
| 4   | AD Sanjoanense    | 3   | 4 | 1 | 0 | 3 | 9  | 25 | −16 |                  | 0–4 | —   | —   | —   | 8–2  |     |
| 5   | Roller Matera     | 0   | 4 | 0 | 0 | 4 | 4  | 28 | −24 |                  | —   | 1–8 | 0–8 | —   | —    |     |

## Final four
A Final four teve lugar nos dias 30 de abril e 1 de maio de 2022 em Gijón.
|  | Meias-Finais      | Meias-Finais      | Meias-Finais      |                   |          | Final    | Final | Final |  |
|  |                   |                   |                   |                   |          |          |       |       |  |
|  | CP Gijón          | CP Gijón          | 4                 |                   |          |          |       |       |  |
|  | CP Gijón          | CP Gijón          | 4                 |                   |          |          |       |       |  |
|  | Cerdanyola        | Cerdanyola        | 0                 |                   |          |          |       |       |  |
|  | Cerdanyola        | Cerdanyola        | 0                 |                   | CP Gijón | CP Gijón | 1     |       |  |
|  |                   |                   |                   |                   | CP Gijón | CP Gijón | 1     |       |  |
|  |                   |                   | Palau i Plegamans | Palau i Plegamans | 2        |          |       |       |  |
|  | Palau i Plegamans | Palau i Plegamans | Palau i Plegamans | Palau i Plegamans | 2        | 3        |       |       |  |
|  | Palau i Plegamans | Palau i Plegamans |                   |                   |          |          |       |       |  |
|  | Benfica           | Benfica           | 2                 |                   |          |          |       |       |  |

## Ligações Externas
- WSEurope
- HoqueiPT
- Hoqueipatins.com
- plurisports
- rinkhockey.net
- rh-news
- Ligações ao Hóquei em todo o Mundo